# Барбара Радзивилл (фильм)
«Барбара Радзивилл» (пол. Barbara Radziwiłłówna) — польская мелодрама, чёрно-белый исторический фильм 1936 года.

## Сюжет
Сын польского короля Сигизмунда I и Боны Сфорца, Сигизмунд Август управлял Великим княжеством Литовским. В 1543 году он узнал Барбару, молодую вдову Гаштольда. Они начинают тайно встречаться и клянутся в вечной любви. После смерти жены Сигизмунд Август тайно женится на Барбаре, чем навлекает на себя страшный гнев матери. После смерти отца Сигизмунд Август вместе с Барбарой едут в столицу, чтобы принять королевскую власть и признать Барбару Радзивилл польской королевой.

## В ролях
- Ядвига Смосарская — Барбара Радзивилл
- Витольд Захаревич — Сигизмунд Август
- Леокадия Панцевичова — королева Бона Сфорца
- Лена Желиховская — королевская любовница
- Ян Курнакович — стольник
- Густав Бушиньский — Радзивилл «Рыжий»
- Зыгмунт Хмелевский — Радзивилл «Чёрный»
- Хелена Бучиньская — тётя Барбары
- Северина Бронишувна — колдунья
- Ежи Лещинский — Лещинский
- Януш Зеевский — Довойна
- Юзеф Малишевский – Дзержговский, примас
- Людвик Семполинский — австрийский посол
- Казимеж Опалиньский
- Артур Соха

и др.